# Mike Jensen (Handballspieler)
Mike Ulrich Jensen (* 26. Februar 1995 in Maribo, Dänemark) ist ein dänischer Handballtorwart. Seit der Saison 2025/26 spielt er für die Rhein-Neckar Löwen in der Bundesliga.

## Karriere
Mike Jensen begann seine Handballkarriere beim HMH Maribo. In seiner weiteren Jugendzeit wechselte er in die bekannte Handballschule von GOG Håndbold in Oure. Der 2,07 m große Torhüter spielte zu Beginn seiner Profikkariere in Dänemark in der ersten und zweiten Liga für HØJ, GOG, seinen Heimatverein Team Sydhavsøerne und Nordsjælland Håndbold, bevor er 2019 zum deutschen Bundesligisten HBW Balingen-Weilstetten wechselte. In seiner ersten Saison parierte er in 25 Spielen 13 Siebenmeter und erzielte zwei Feldtore, in der zweiten wehrte er in 38 Spielen 20 Strafwürfe ab. Mit seinen Leistungen half er den Balingern, in beiden Saisons den Abstieg aus der Bundesliga zu verhindern.
Zur Saison 2021/22 wechselte er zum SC Magdeburg. Mit den Bördeländern gewann er den IHF Super Globe 2021 und die Deutsche Meisterschaft 2022. Im DHB-Pokal 2021/22 und der EHF European League 2021/22 unterlag er mit dem SCM erst im Endspiel. 2022 verteidigte er mit dem SCM den Titel beim IHF Super Globe 2022. Mit dem SCM gewann er die EHF Champions League 2022/23 im Finale gegen KS Kielce mit 30:29 nach Verlängerung. In der Saison 2023/24 lief er zunächst für den portugiesischen Erstligisten Benfica Lissabon auf. Im Februar wechselte er nach Ungarn zu Telekom Veszprém. Mit Veszprém gewann er 2024 den ungarischen Pokal, 2024 und 2025 die ungarische Meisterschaft und 2024 die Vereinsweltmeisterschaft. Im Juli 2025 wechselte er wieder in die Bundesliga zu den Rhein-Neckar Löwen.
Seine Nationalmannschaftskarriere begann Mike Jensen 2012 in der dänischen Jugendnationalmannschaft. Bei der U-19-Weltmeisterschaft 2013 gewann er mit Dänemark die Goldmedaille. Für die dänische Junioren-Nationalmannschaft bestritt Mike Jensen 29 Länderspiele und erzielte dabei ein Tor. Er nahm an der U20-Europameisterschaft 2014 (4. Platz) und der U21-Weltmeisterschaft 2015 teil, wo er mit dem Team die Silbermedaille gewann.

## Erfolge
- 2013: U19-Weltmeister mit der dänischen U19-Nationalmannschaft
- 2015: Silbermedaille bei der U21-WM mit der dänischen U21-Nationalmannschaft
- 2021: Klub-Weltmeister mit dem SC Magdeburg
- 2022: Deutscher Meister mit dem SC Magdeburg
- 2022: Klub-Weltmeister mit dem SC Magdeburg
- 2023: Champions-League-Sieger mit dem SC Magdeburg
- 2024: Ungarischer Pokalsieger und Meister mit Telekom Veszprém
- 2024: Klub-Weltmeister mit Telekom Veszprém
- 2025: Ungarischer Meister mit One Veszprém